# Margareta Bergström
Margareta Bergström, född 1952, är en svensk jurist och var till april 2018 hovrättspresident i hovrätten för Övre Norrland.
Bergström utnämndes 5 november 1998 till rådman i Umeå tingsrätt från att tidigare varit revisionssekreterare vid Högsta domstolen.  Den 4 november 2004 utsåg regeringen Bergström till generaldirektör för brottsoffermyndigheten med tillträde 2005.  Den 16 februari 2012 utnämnde regeringen henne till hovrättspresident i hovrätten för Övre Norrland med tillträde 1 september. 